# Giant Geyser
De Giant Geyser is een geiser in het Upper Geyser Basin dat onderdeel uitmaakt van het Nationaal Park Yellowstone in de Verenigde Staten. Giant Geyser maakt deel uit van een groep geisers, genaamd Giant group, waar onder andere ook Bijou Geyser deel van uitmaakt.
De Giant Geyser kreeg zijn naam tijdens de Washburn–Langford–Doane expeditie op 18 september 1870 waarbij de expeditieleden de krater van de geiser vergeleken met het Colosseum in Rome.
Tussen de erupties van de Giant Geyser kunnen dagen en zelfs weken zitten en in de jaren vijftig van de 20e eeuw was de geiser een aantal jaren inactief. Daarentegen had de geiser in 1997 gemiddeld om de vier dagen een eruptie. Een oorzaak zou kunnen zijn doordat de geiser in verbinding staat met de Bijou Geyser en de Grotto Geyser.
- Virtual International Authority File: 315140310